# Paolo Benvenuti (giurista)
Paolo Benvenuti (Pisa, 9 ottobre 1947) è un giurista e filosofo italiano.

## Biografia
Secondo di tre fratelli e due sorelle, ha abitato tra Pisa, Firenze e Roma. Nipote di Narciso Favilli, allievo di Giuseppe Barile, si laurea in giurisprudenza a Firenze nel 1971.
Ha svolto attività didattica a Roma (1976-1980), Catania (1977-1986), Roma (1988-1989), Teramo (1986-1994), Firenze (1994-2002) ed è stato rettore dell'Università degli Studi di Teramo dal 1993 al 1994.
Dal 1989 al 2004 è stato presidente della Commissione Nazionale della Croce-Rossa Italiana per il Diritto Internazionale Umanitario ed è stato delegato alla XXVI (Ginevra, 1995), XXVII (Ginevra, 1999) e XXVIII (Ginevra 2003) Conferenza della Croce Rossa e Mezzaluna Rossa Internazionale, e alla Conferenza diplomatica per l'Istituzione della Corte penale internazionale a Roma nel 1998. È inoltre titolare della cattedra di diritto internazionale presso la UTIU.
Dall'ottobre 2002 è professore ordinario di Diritto internazionale presso la Università degli Studi Roma Tre dove è stato a lungo Direttore del Dipartimento di Diritto Europeo. Dal 2008 è stato Preside della Facoltà di Giurisprudenza, incarico che dal 1º gennaio 2016 è ricoperto da Giovanni Serges.
Ha pubblicato monografie, saggi e articoli su temi di diritto internazionale pubblico, organizzazione internazionale, diritto internazionale privato, tutela dei diritti fondamentali della persona.

## Scritti
- 1977 Comunità statale, comunità internazionale e ordine pubblico internazionale, Pubblicazioni dell'Istituto di Diritto internazionale dell'Università di Roma, n. 13, Giuffrè, Milano.
- 1985 L'accertamento del diritto mediante i pareri consultivi della Corte internazionale di giustizia, Pubblicazioni dell'Istituto di Diritto Internazionale dell'Università di Roma, n. 19, Giuffrè, Milano.
- Pietro Verri, Appunti di diritto bellico, a cura di Paolo Benvenuti, riedizione aggiornata, Roma, 1990.
- Traduzione italiana del Manuale di Sanremo sul diritto internazionale applicabile ai conflitti armati sul mare, adottato nel giugno 1994.
- Roberto Ago, Caratteri generali della Comunità internazionale e del suo diritto. Introduzione al Corso di Diritto internazionale, a cura di Paolo Benvenuti, Editoriale Scientifica, Napoli, 2002.
- Flussi migratori e fruizione dei diritti fondamentali, a cura di Paolo Benvenuti, collana Diritto, n. 8, Editrice il Sirente, Fagnano Alto, 2008,  pp. 402 pp., ISBN 978-88-87847-23-9.